# Szpilowłoska muskularna
Szpilowłoska muskularna (Acanthoscurria musculosa) – duży pająk z rodziny ptaszników. Na wolności występuje w Brazylii, Argentynie i Boliwii. Gatunek ten opisał w 1892 roku Eugène Simon.

## Wygląd
A. musculosa dorastają do 7–9 cm długości ciała, a rozpiętość odnóży wynosi 18–20 cm. Karapaks oraz uda pająka są w kolorze ciemnego, pełnego brązu. Odwłok podobnie, jednak posiada mocno szary połysk; porastają go rzadkie rudawe włoski. Odnóża poza udami są szaro-beżowe. Widnieją na nich charakterystyczne dla Acanthoscurria podłużne szare pasy.

## Zachowanie
A. musculosa jest dość agresywnym pająkiem. Nie należy do najszybszych, a jej jad, choć nie tak słaby jak u Brachypelma, również nie posiada zbyt wielkiej mocy. Jednak trzeba mieć na uwadze „charakterność” tego ptasznika. Zaniepokojony potrafi zaatakować oraz wyczesywać włoski parzące z odwłoka. Nie buduje gniazd oraz plecie znikome ilości pajęczyny.